# Piper peracutilimbum
Piper peracutilimbum är en pepparväxtart som beskrevs av C Dc.. Piper peracutilimbum ingår i släktet Piper och familjen pepparväxter. Inga underarter finns listade i Catalogue of Life.